# 佐佐木累
佐佐木 累（佐々木累，ささき るい）是江戶時代前期（17世紀）的日本劍術家。被譽為「異裝的女性劍術家」。

## 人物與來歷
出生年月日不明，17世紀出生於下總國古河藩（現在的茨城縣古河市）。她的父親是侍奉土井利勝的劍術家佐佐木武大夫，所有一般的武術都是由父親傳授給她。由於累沒有兄弟姐妹，他試圖尋找女婿，但沒有成功，武大夫因病去世，佐佐木家族的姓氏隨著他父親這一代而終止。
累成為浪人後移居江戶市，在武藏國豐島區淺草書店町（現東京都台東區淺草）租了房子，並開始教授劍術。累身為劍術老師獲得了名聲，出門時穿著帶有佐佐木家“四目結”紋章的黑縮緬（くろちりめん）羽織，手裡拿著一大一小兩把刀。頭髮造型是屋敷風的頭笄的髮型。頭笄原本是束髮的工具，她卻把它當頭飾使用。這種奇特而具有個性的造型被視為獨特，累的這種異裝風格引起了極大的討論。當時，在江戶市內橫行的「旗本奴」進行了許多不靠譜的行為，有與「白柄組」和水野成之的「大小神祇組」競爭的故事。（還有一種說法認為白柄組和大小神祇組是同一組。）
在石谷左近將監（石谷貞清）擔任北町奉行的時候（1650年－1659年），累被召見到石谷那裡，儘管是武家的女兒並不違法，但詢問「異裝、異風」是否合適，累表面看起來對婚姻漠不關心，但實際上，她認為找到符合父親心意的女婿來重振佐佐木家是父親最大的遺願，並為此而行動。引人注目的打扮是為了更多地遇見像父親一樣的達人。而且，累的回答還有續篇。成為丈夫後幫助家庭再次興盛之後，她希望自己回歸原本的女性身份。對於累的這種志向，北町奉行深受感動。「實在是道理有理的申述。」南町奉行神尾備前守（神尾元勝，1640年－1661年在任），聽聞了這個故事，甚至傳到土井利勝的耳裡。這可能是後代的一個孝行故事，但據說利勝親自投入尋找女婿，當時具有最高武勇聲譽的「小杉重左衛門」之次子「小杉九十九」。然後，累和九十九結婚，佐佐木家得以重振。
死亡日期和地點均不詳。

## 相關作品
- 池波正太郎於1969年（昭和44年）出版的短篇小說集《劍客群像》（桃源社）中的《妙音記》，以女劍士佐佐木留伊為主角，《劍客生涯》佐佐木三冬為主角。
- TAGRO的時代漫畫《別式》（講談社）中，主角是同音的《佐佐木類》。
- 漫畫魔女大戰 32名異能魔女交戰廝殺（河本焰、塩塚誠（日语：塩塚誠））中作為魔女登場

## 腳註
1. 1 2 3 4 5 6 7 8  佐佐木累、朝日日本歴史人物事典、kotobank、2012年8月1日閲覧。
2. 1 2 3 4 5 6 7 8  佐佐木累、數位版 日本人名大辭典+Plus、kotobank、2012年8月1日閲覧。
3. 1 2 3 4 5 6 7 8 9  實錄、p.53-55.
4. ↑  .   [2018-10-27].
5. ↑  . kotobank （日语）.、2012年7月31日閲覧。

## 相關項目
- 旗本奴
- 劍客生涯
- 別式 - 藩屬的女性武藝指南役

## 外部連結
- . kotobank （日语）.
- . kotobank （日语）.
- 刀劍世界－佐佐木累 （页面存档备份，存于）